# Bužimsko jezero
Bužimsko jezero je jezero u Bosni i Hercegovini, smješteno par kilometara od Bužima, u selu Vrhovskoj. Jezero se nalazi ispod napuštenog rudnika mangana i napravljeno je za potrebe rudnika. Jezero je površine oko 2 hektara i najveće dubine oko 7 metara, s muljevitim dnom.